# Техасский университет A&M в Коммерсе
Техасский университет A&M в Коммерсе (англ. Texas A&M University–Commerce) — американский государственный исследовательский университет в Коммерсе, штат Техас.
Университет является частью системы Техасского университета A&M. Основанный в 1889 году, этот вуз является четвёртым старейшим государственным университетом или колледжем в штате Техас. По состоянию на осень 2017 года в нём обучалось более 12 000 студентов — университет является третьим по величине учебным заведением в системе Техасского университета A&M.

## История

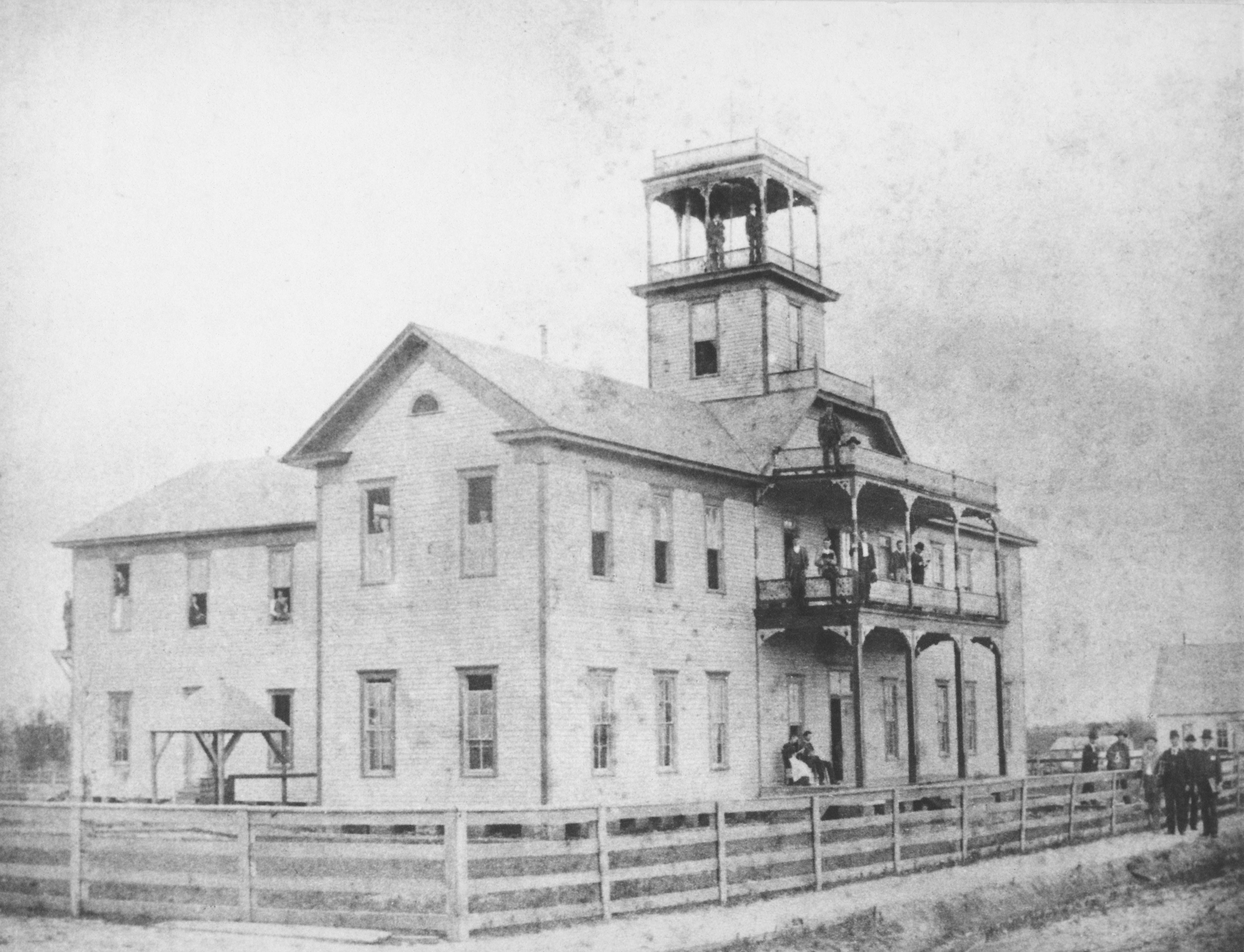
Первый кампус в Купере, 1890 год

История этого учебного заведения началась в 1889 году с основания в Купере, штат Техас, уроженцем Кентукки Уильямом Майо (William L. Mayo) Нормального колледжа Восточного Техаса, основанного на принципах нормальной школы. После того, как первый кампус колледжа в июле 1894 году был уничтожен пожаром, учебное заведение переехало в Коммерс.
В 1917 году, после того, как он был приобретен штатом Техас, колледж был преобразован в государственное учебное учреждение и был переименован в Государственный нормальный колледж Восточного Техаса (East Texas State Normal College). В 1923 году он был переименован в Государственный педагогический колледж Восточного Техаса (East Texas State Teachers College), и в 1935 году колледж начал свою программу послевузовского профессионального образования.
Учебное учреждение было переименовано в Государственный колледж Восточного Техаса (East Texas State College) в 1957 году после того. После открытия первой докторской программы в 1962 году, колледж стал называться в 1965 году Государственный университет Восточного Техаса (East Texas State University). В 1971 году университет открыл кампус и филиал в Тексаркане. Экономический спад в Техасе в середине 1980-х годов серьёзно угрожал университету, что привело к предложениям полностью закрыть его. Однако 450 сторонников выступили в Капитолии штата Техас в знак поддержки вуза, что в конечном итоге обеспечило его дальнейшее существование. В 1996 году Государственный университет Восточного Техаса был принят в систему Техасского университета A&M и переименован в Техасский университет A&M в Коммерсе, а его кампус и филиал в Тексаркане стал самостоятельным высшим учебным заведением — Техасский университет A&M в Тексаркане и также стал членом системы Техасского университета A&M.

## Деятельность
Техасский университет A&M в Коммерсе состоит из пяти академических подразделений, присуждающих степени в более чем 100 различных дисциплинах:
- College of Education and Human Services
- College of Business
- College of Humanities, Social Sciences, and Arts
- College of Science and Engineering
- College of Agricultural Sciences and Natural Resources

### Президенты
| - 1889—1917 − William Leonidas Mayo - 1917—1924 − Randolph Binnion - 1924—1946 − Samuel Henry Whitley - 1947 − Arthur C. Ferguson - 1947—1966 − James Gilliam Gee - 1966—1972 − D. Whitney Halladay - 1972—1982 − F.H. McDowell | - 1982—1987 − Charles J. Austin - 1987—1997 − Jerry D. Morris - 1997—2008 − Keith D. McFarland - 2008—2016 − Dan R. Jones - 2016—2018 − Ray Keck - С 2018 − Mark J. Rudin |

### Выпускники

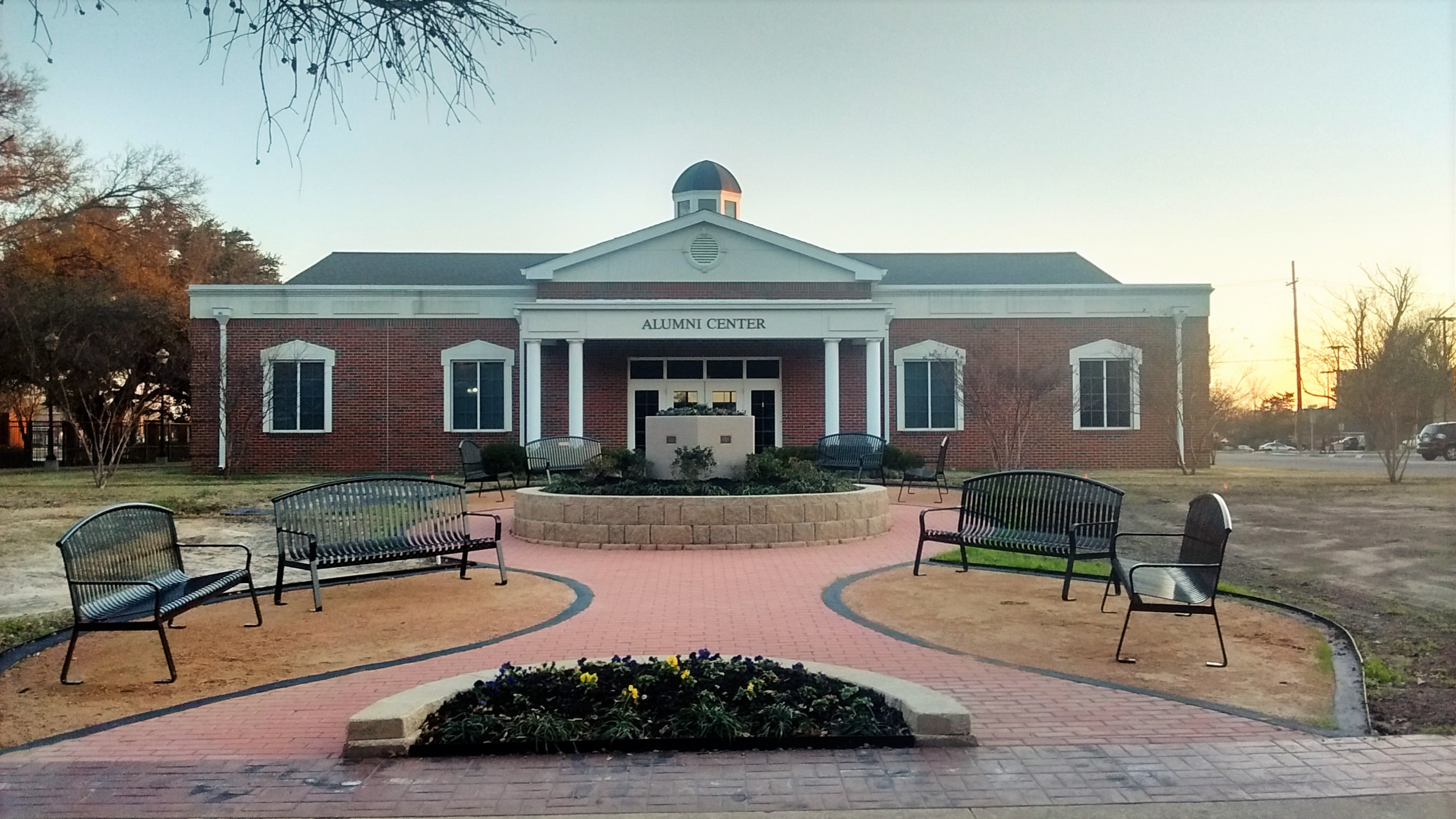
Здание Центра выпускников

В 1890 году была создана ассоциация выпускников этого учебного заведения, называвшаяся в то время Alumnal Association. В настоящее время эта некоммерческая организация ежегодно проводит различные мастер-классы, семинары и другие мероприятия, направленные на продвижение миссии и членства в ассоциации. В настоящее время расположена ассоциация выпускников Техасский университет A&M в Коммерсе в новом Центре выпускников, построенном в 2009 году.
В числе известных воспитанников университета: политики Майк Конэуэй и Альфонсо Джексон, музыкант Дуэйн Аллен, актриса Тиа Баллард, иллюстратор Гэри Пантер, баскетболист Даррелл Уильямс, генерал Крис Адамс и многие другие.